# Cistus albidus
La jara blanca (Cistus albidus) es una especie fanerógama perteneciente a la familia Cistaceae.

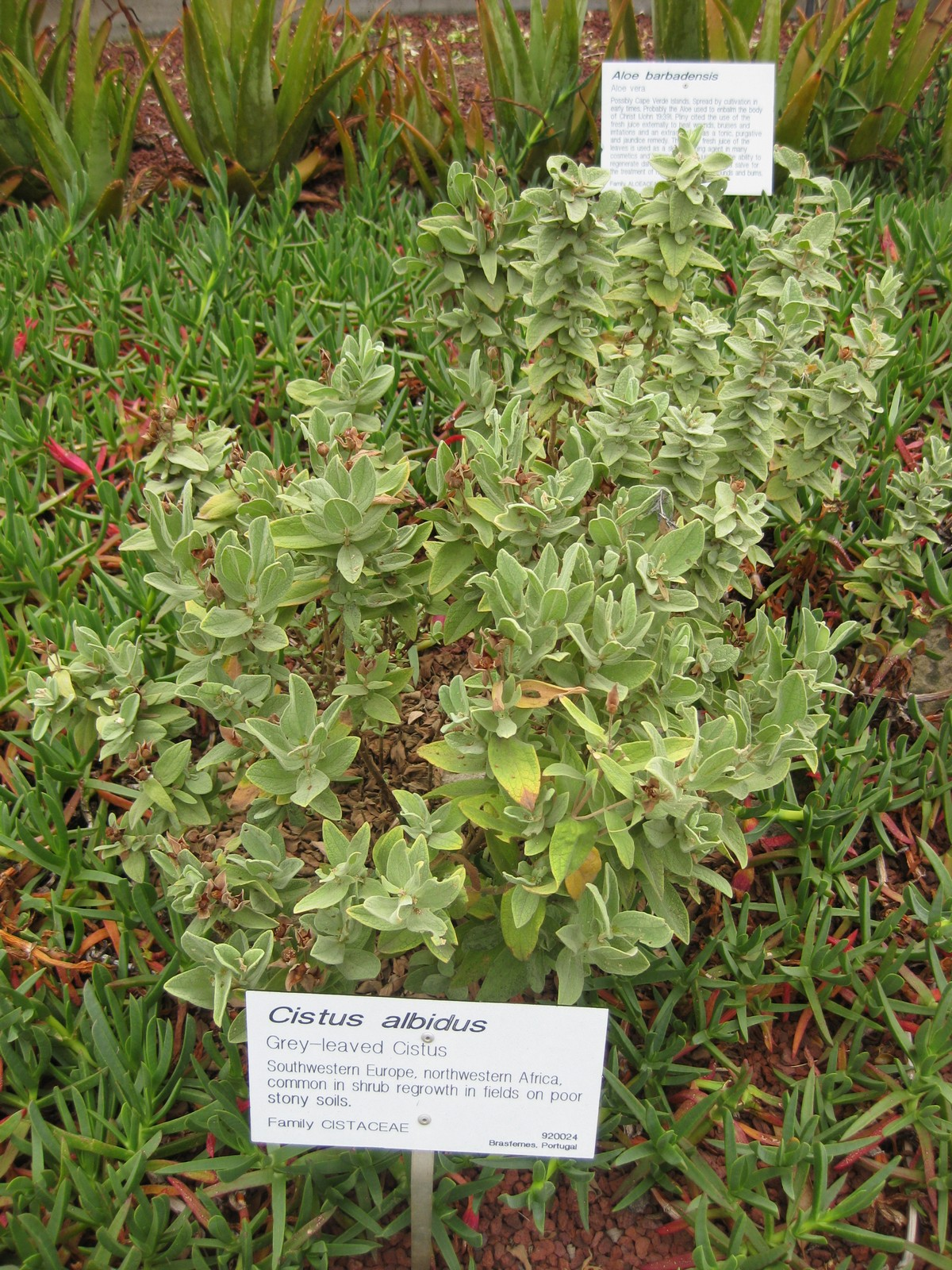
Vista de la planta

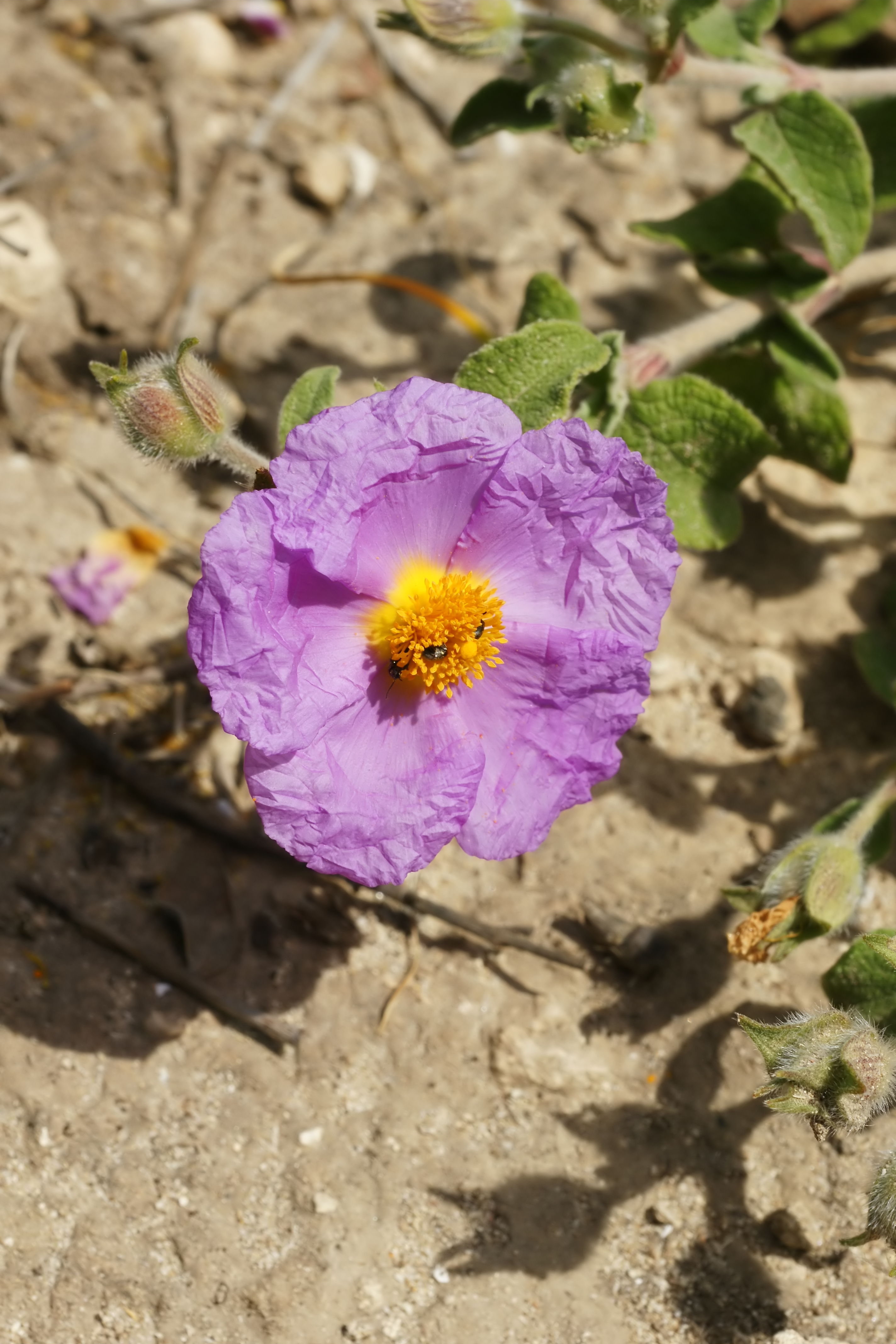
Detalle de la flor

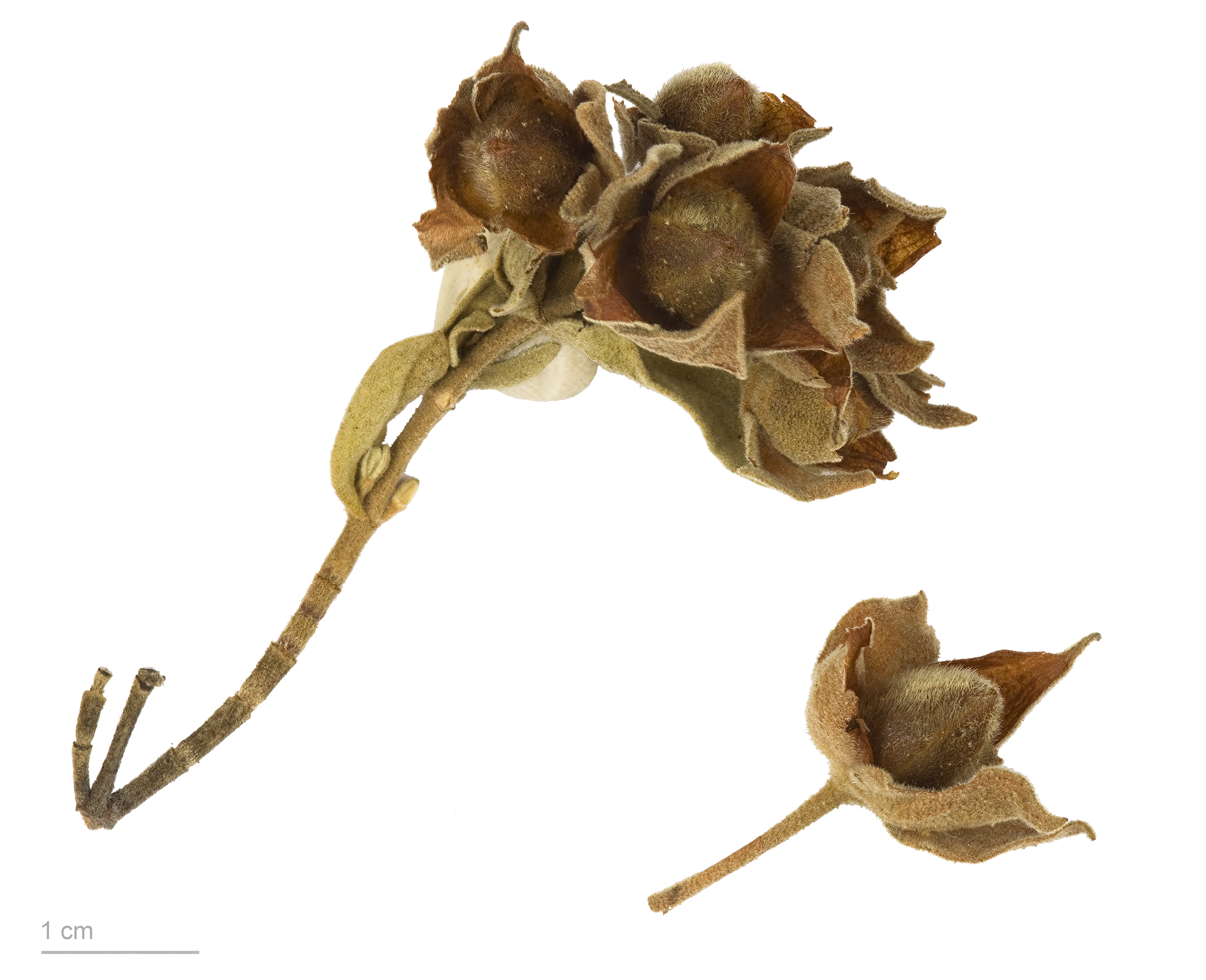
Cistus albidus

## Hábitat
Es nativa (autóctona) de la cuenca del Mediterráneo, sobre todo en la península ibérica, donde crece en terrenos ricos en cal, con clima cálido y seco.

## Características
Es un arbusto de entre 0,5 y 1 m de altura, no muy ramoso. Las hojas tienen 5-10 cm de longitud y son opuestas con tres nervios muy marcados y de color blanquecino, es de hoja perenne. Sus flores tienen 5 cm de diámetro de color rosado y son solitarias o en grupos de tres o cuatro en la terminación de las ramas.

## Propiedades
- Aunque hoy en día es poco usado, el ládano se tomaba en jarabes para la tos.
- Como linimento se usa diluido al 5-10 % en alcohol.
- También ha sido usada durante mucho tiempo e incluso aún hoy día como alivio al dolor de estómago. Se tomaba tanto en infusión como poniendo la planta sobre el mismo abdomen.
- Se usaban las hojas para limpiar utensilios. Esto es debido a la textura rugosa y a unas finas protuberancias que hacen que la suciedad se adhiera a las hojas.

## Taxonomía
Cistus albidus fue descrita por Carlos Linneo y publicado en Species Plantarum 1: 524. 1753.
Etimología
Cistus: nombre genérico que deriva del griego kisthós latinizado cisthos = nombre dado a diversas especies del género Cistus L. Algunos autores pretenden relacionarla, por la forma de sus frutos, con la palabra griega kístē = "caja, cesta".
albidus: epíteto latino que significa "blanquecino"
Sinonimia
- Cistus pascalis Sennen 1931
- Cistus lloverae Sennen 1931
- Cistus fremiotii Sennen 1931
- Cistus eulaliae Sennen 1932
- Cistus chevalieri Sennen 1931
- Cistus bernardii Sennen 1931
- Cistus tomentosus Lam. 1779
- Cistus x albidoides H.Lév. 1915
- Anthelis albidus (L.) Raf.[4]
- Cistus albeerensis var. barcinonensis Sennen
- Cistus albidus f. albus Dans.
- Cistus albidus f. platyphyllus Sennen
- Cistus albidus f. typicus Dans.
- Cistus albidus var. angustifolius Sennen
- Cistus albidus var. anthyllidetorum O. Bolòs & Vigo
- Cistus albidus var. attenuatifolius Sennen
- Cistus albidus var. grandifolius Sennen
- Cistus albidus var. latifolius Sennen
- Cistus albidus var. longifolius Sennen
- Cistus albidus var. microcarpus Pau in Sennen
- Cistus albidus var. parvifolius Sennen
- Cistus albidus var. stenophyllus Sennen
- Cistus vulgaris var. sessilifolius Spach
- Cistus vulgaris Spach.[5]

## Nombres comunes
- Castellano: ardivieja, boja blanca, espiga, estepa, estepa blanca, estepa mosquera, estepa negra, estepilla, estopa, estrepilla, flor de muerto, hierba para fumar, jaguarzo, jaguarzo blanco, jara, jara blanca, jara blanquecina, jara de hoja blanca, jaraestepa, jara estepa, jaraestopa, jara roja, jarastepa, jaraztepa, jariestepa, jarilla, jarilla blanca, jaristepa, jogarzo blanco, juagarzo, juagarzo ancho, juagarzo blanco, mata de gallo, matagallo, quebranta hollas, quebrantahuesos, quebraollas, quiebraollas, revientaollas, rosajo, teca.[6]